# Джексон, Артур Чарльз
Артур Чарльз «Арт» Джексон (англ. Arthur Charles "Art" Jackson; 15 мая 1918, Бруклин, Нью-Йорк, США — 6 января 2015, Конкорд, Нью-Гэмпшир, США) — американский спортсмен, бронзовый призёр летних Олимпийских игр в Хельсинки (1952) в стрельбе из малокалиберной винтовки, многократный чемпион мира.

## Биография
Во время обучения в Бруклинской Высшей технической школе присоединился к команде по стрельбе из винтовки. Выиграл свой первый командный турнир в 1934 г. в Нью-Хейвене, штат Коннектикут. После окончания школы некоторое время работал инженеров в General Motors, специализируясь на выпуске дизельных двигателей. Одновременно продолжил занятия стрельбой в клубе Woodhaven American Legion Auxiliary Rifle Club под руководством пятикратного олимпийского чемпиона Морриса Фишера. После выступления с разной степенью успеха в нескольких турнирах в 1939 г. он поступил в Бруклинский политехнический институт (ныне политехнический институт Нью-Йоркского университета), продолжив соревноваться на региональном уровне.
С началом Второй мировой войны, с 1942 г., работал в Sperry Corporation, а с июня 1944 г. участвовал в боевых действиях в качестве инструктора и затем — военнослужащего на Тихоокеанском театре военных действий. Уволился из армии в 1946 г. в звании первого лейтенанта.
По возвращении в Нью-Йорк начал выступать за клуб Long Island Antlers Club. Во время учебы Школы современной фотографии Кларенса Х. Уайта принял участие в летних Олимпийских играх в Лондоне (1948), где занял 16-е место в стрельбе из произвольной винтовки из трёх положений. Продолжив свою карьеру в отделе фотографии Института Пратт, он начал подготовку к первенству мира в Буэнос-Айресе, на котором стал чемпионом в стрельбе из винтовки лёжа на 50+100 м и серебряным призёром в командных соревнованиях в той же дисциплине.
На летних Олимпийских играх в Хельсинки (1952) завоевал бронзовую медаль в стрельбе из малокалиберной винтовки в положении лёжа на 50 м. В том же году на чемпионате мира в Осло трижды выигрывал золотую медаль (в стрельбе из винтовки в положении лёжа, 50+100 м в индивидуальном и командных зачетах и в аналогичной индивидуальной дисциплине на 50 м) и дважды становился бронзовым призёром — в стрельбе из стандартной винтовки на 300 м и в командных соревнованиях в стрельбе из винтовки лёжа на 50 м. При этом спортсмен дважды устанавливал мировые рекорды. На первенстве мира в Каракасе (1954) победил в командных соревнованиях в стрельбе из винтовки в положении лёжа на 50+100 м. На летних Олимпийских играх в Мельбурне (1956) выступил неудачно.
Являлся семикратным чемпионом и однажды завоевывал серебряную медаль на Панамериканских играх.
После Игр 1956 г. начал работать за границей в Управлении технической службы Центрального разведывательного управления, сначала в Германии, где он выступал за Rhein-Main Gun Club. а в 1957 г. участвовал в швейцарском национальном чемпионате и вскоре после этого временно ушёл в отставку. Затем работал в ЦРУ в Вашингтоне, округ Колумбия и являлся членом клуба Fairfax Gun Club. В 1962 г. был направлен в КНР, а в следующем году — в Японию. Его последним местом службы была зона Панамского канала, после чего в конце 1974 г. он уволился из ЦРУ и ВВС в звании подполковника и переехал в Вулфборо, Нью-Гэмпшир.
С 1978 по 1983 гг. он работал инструктором по фотографии и тренером по стрельбе в Новой Англии и продолжил соревноваться на турнирах до 1990-х гг. В 1999 г. был введен в Международный Зал стрелковой славы США, в 2011 г. был введен в Зал славы Henry Fulton Trophy.